# 跡田川

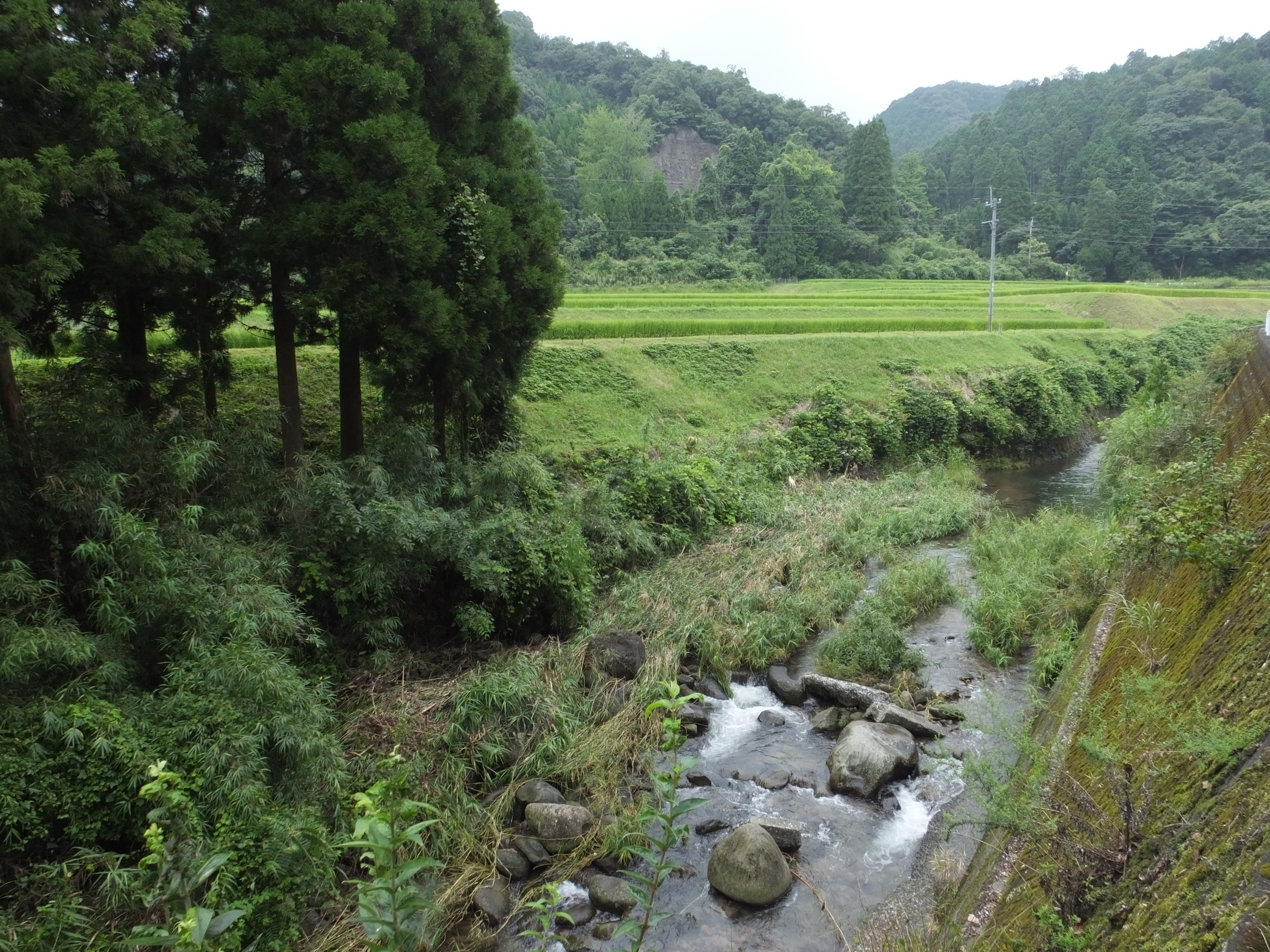
源流部（小蔵目付近）

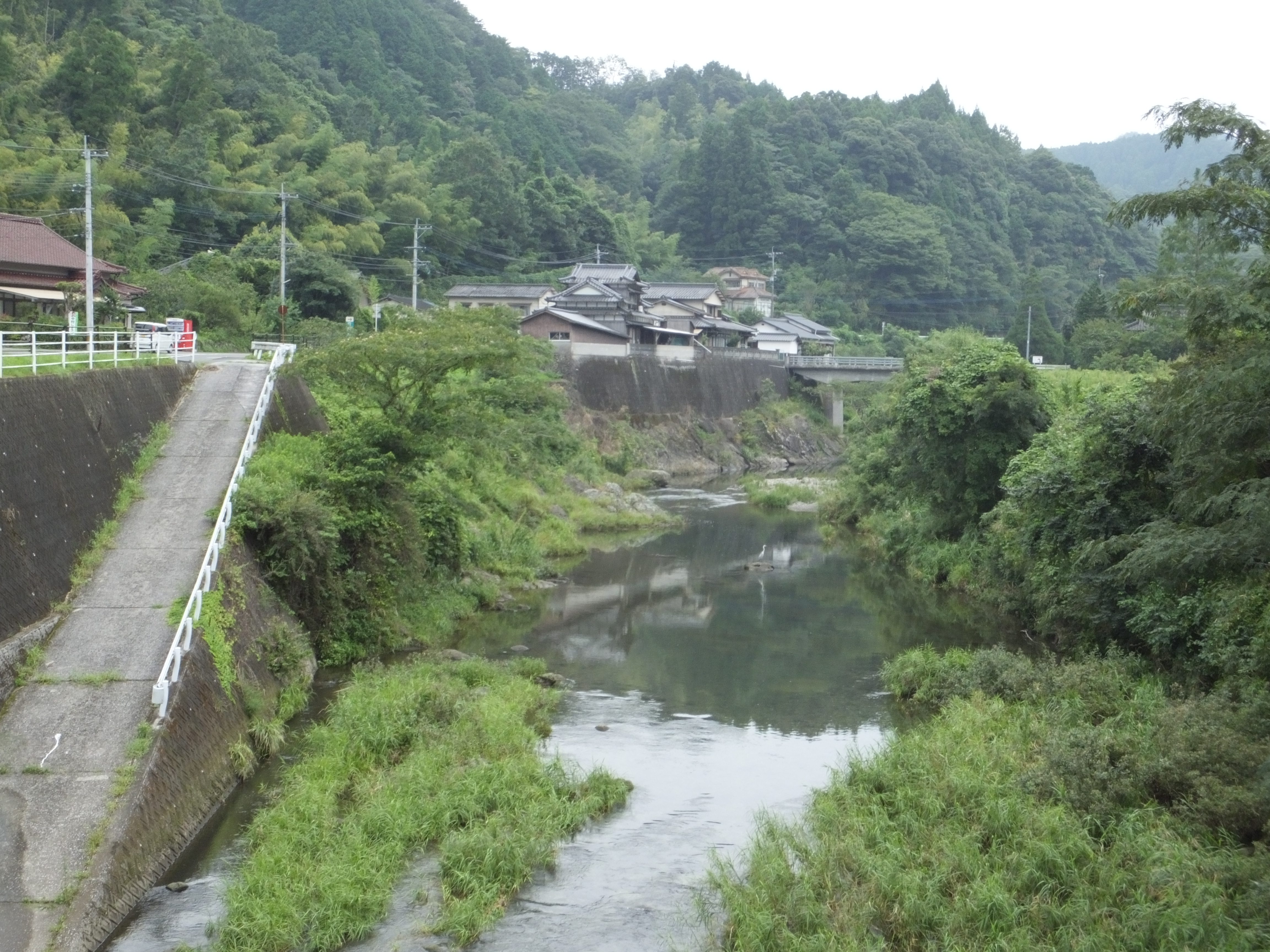
新梅ノ木瀬橋より上流方

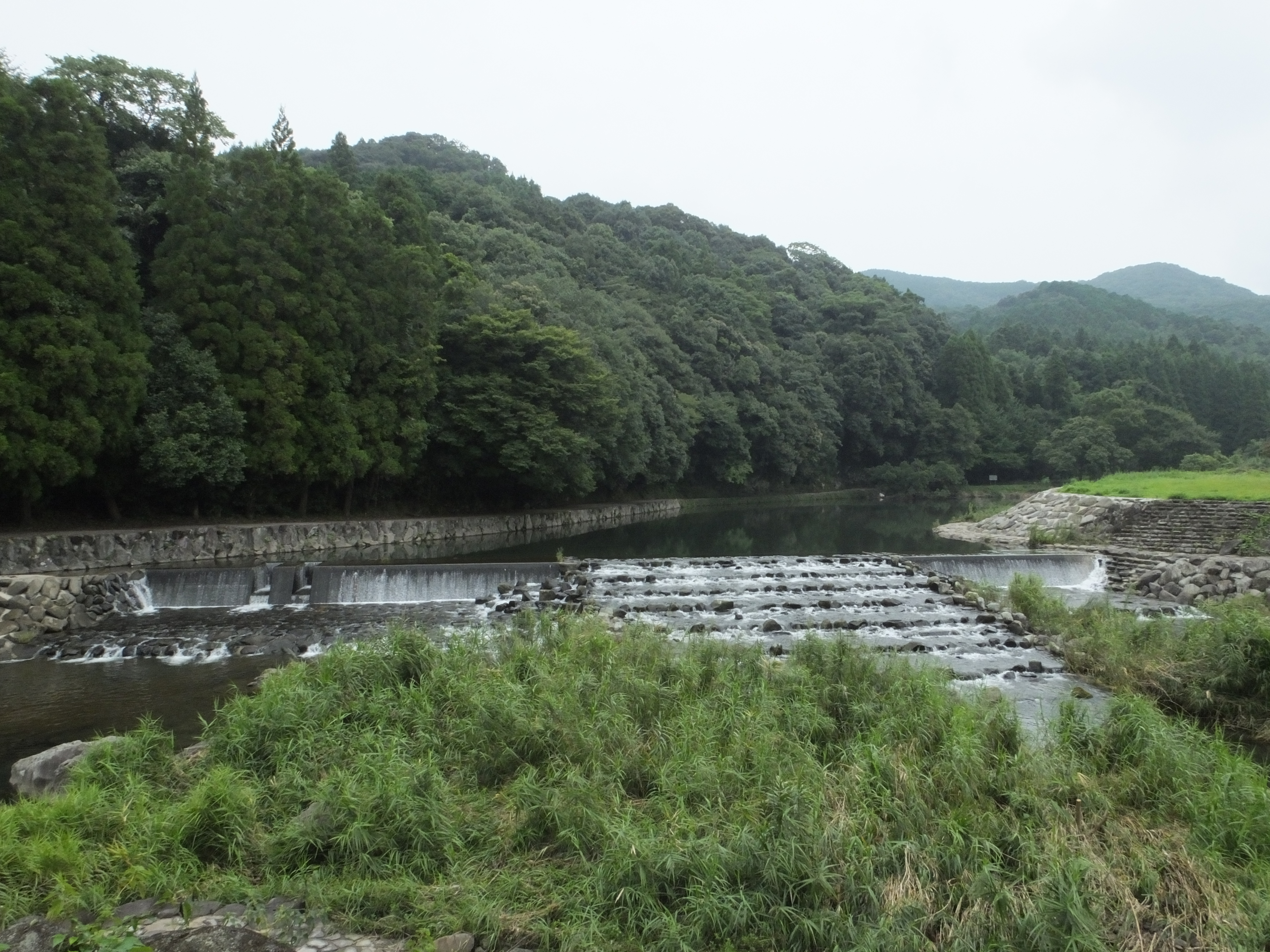
耶馬トピアに差し掛かる跡田川

跡田川（あとだがわ）は、大分県中津市を流れる山国川水系の一級河川。山国川の支流では、山移川に次いで二番目の規模。琴川とも呼ばれる。また、西谷川合流部より上流は東谷川と呼ばれる。

## 地理
全流路にわたって国道500号が並行する。山移川流域が旧耶馬溪町であるのに対し、跡田川流域は並行する屋形川流域とともに旧本耶馬渓町に属し、源流部から河口に至るまで数多くの景勝地が存在する。一帯が耶馬日田英彦山国定公園であり、1923年（大正12年）指定・1936年（昭和11年）追加指定の名勝「耶馬溪」全66景中、本河川流域に属するものは8景ある。
跡田川は中津市本耶馬溪町東谷、鹿嵐山（かならせさん）南麓に源を発し北西流する。源流部では支流沿いに「地蔵峠の景」「引水の景」「轟の景」が見られ、それらを合わせて進む。落合地区では目前に「耶馬の富士」と呼ばれる木ノ子岳が現れ、西谷川と合流する。間もなく折元の集落を抜け、洞鳴峡（どうめききょう）と呼ばれる両岸を岩峰で覆われた一枚岩の峡谷へ入る。西側のイムイ山（標高374m）の断崖絶壁や洞鳴瀑布が国道沿いに見られる。「洞鳴峡の景」を抜けると、本耶馬溪の中核をなす「羅漢寺の景」「古羅漢の景」に入り、羅漢寺川と合流する。周辺には駐車場や自然歩道（九州自然歩道）などが整備され紅葉シーズンは人気が高い。河口付近の曽木地区に入ると周囲500mの中州があり、道の駅耶馬トピア及び耶馬溪風物館として整備されている。耶馬橋を過ぎると山国川へ流入する。

## 治水
1993年（平成5年）9月3日に跡田川を含む山国川流域が台風5号の被害に遭い、これを受け2003年（平成15年）より河川護岸工事及び築堤工事が進められた。山国川は国土交通省管轄であるが跡田川は全区間が大分県管轄であるため、県事業により耶馬橋から耶馬トピアまでの護岸工事が2012年（平成24年）まで行われた。一方同年6月30日から7月23日にかけての梅雨前線による豪雨災害も大きく、2013年（平成25年）度にかけて災害対策等緊急事業推進費による跡田川の堤防復旧工事もなされた。

## 支流
上流より掲載
- 岩ノ迫川
- 中河内川
- 引水川
- 井場ノ原川
- 川出原川
- 奥畑川
- 椿川
- 寺辺川
- 西谷川　一級河川
- 折元川
- 船ノ迫川
- 丸山川
- 小川内川
- 荒谷川
- 町川
- 水取川
- 羅漢寺川　一級河川
- 榎坪上川
- 榎坪下川

## 主な橋
上流より掲載
- 小ヶ倉橋（石橋） - 国道500号
- 田ノ口水路橋
- 鹿鳴橋（石橋・流失）
- 岩下橋 - 国道500号
- 笹峠橋
- 笹峠橋（旧道）
- 小蔵目橋
- 岩戸橋
- 藤原橋
- 六田橋 - 国道500号
- ○○橋
- ○○橋 - 国道500号
- 深瀬橋 - 国道500号
- 新中園橋 - 国道212号（本耶馬溪耶馬溪道路）
- ○○橋
- （沈下橋）
- 梅ノ木瀬橋 - 大分県道667号落合斎藤線（旧道）
- 新梅ノ木瀬橋 - 大分県道667号落合斎藤線（新道）
- ○○橋
- 新洞鳴橋 - 国道500号（新道）
- 洞鳴橋 - 国道500号（旧道）
- ○○橋
- 琴川橋 - 大分県道684号羅漢寺跡田線
- 羅漢橋（旧・禅海橋）
- トピア橋（耶馬トピア南分流）
- 嶼水橋（耶馬トピア北分流）
- 耶馬橋

## 参考資料
- 名勝耶馬溪（中津市）